# Malcolm mittendrin/Staffel 2
Diese Liste enthält alle Episoden der zweiten Staffel der US-amerikanischen Comedyserie Malcolm mittendrin, sortiert nach der US-amerikanischen Erstausstrahlung. Sie wurden vom 5. November 2000 bis zum 20. Mai 2001 auf dem US-amerikanischen Sender Fox gesendet und dabei durchschnittlich von etwa 14,5 Millionen Zuschauern gesehen. Die deutschsprachigen Erstausstrahlungen sendete ProSieben vom 26. Januar 2002 bis zum 13. Juli 2002.

## Episoden
| Nr. (ges.) | Nr. (St.) | Deutscher Titel                  | Originaltitel           | Erstausstrahlung USA | Deutschsprachige Erstausstrahlung (D) | Regie          | Drehbuch                              | Prod. Code |
| --- | --------- | -------------------------------- | ----------------------- | -------------------- | ------------------------------------- | -------------- | ------------------------------------- | ---------- |
| 17 | 1         | Der Verkehrsstau                 | Traffic Jam (2)         | 5. Nov. 2000         | 26. Jan. 2002                         | Todd Holland   | Dan Kopelman                          | 06-00-204  |
| Die Handlung der Episode Der Verkehrsstau knüpft direkt an die letzte Folge der ersten Staffel an. Auf der Rückkehr von ihrem Ausflug in den Wasserpark bleiben Malcolm, Reese, Lois und Hal bei glühender Hitze in einem Stau stecken, der durch einen Unfall verursacht wurde. Während Lois versucht den Stau aufzulösen und mit den Räumungsarbeitern und den Sicherheitskräften in Konflikt gerät, legt sich Reese mit einem Eisverkäufer an, der niemandem Eis verkaufen will. Hal kommt zum Schluss, dass er dem Unfall nur durch einen glücklichen Zufall entkommen ist, und gerät darob in eine Lebenskrise. Malcolm lernt das Mädchen seiner Träume kennen, nur um zu realisieren, dass sie in Kanada wohnt und er sie wahrscheinlich nie mehr wiedersehen wird. Derweil befindet sich Dewey, der in der letzten Folge nach dem Tode seiner Babysitterin von zu Hause weggelaufen war, auf einer Odyssee von Fahrzeug zu Fahrzeug, bis er wieder zu Hause ankommt. Und Francis versucht in der Militärakademie einen Rekord im Süßigkeitenessen aufzustellen. |           |                                  |                         |                      |                                       |                |                                       |            |
| 18 | 2         | Halloween mal anders             | Halloween Approximately | 8. Nov. 2000         | 2. Feb. 2002                          | Todd Holland   | Dan Kopelman                          | 06-00-207  |
| Intro Malcolm und Reese übertrumpfen sich am Kühlschrank immer wieder mit dem Essen bzw. Trinken von abgelaufenen Lebensmittel. Am Ende meint Malcolm, dies sei eines ihrer Spiele, dass keiner gewinnen könne. Haupthandlung Da Francis erst eine Woche nach Halloween nach Hause kommen kann, weil er in der Militärakademie bleiben musste, will er mit seinen Brüdern gebührend nachfeiern, da diese kein sehr gutes Fest feierten und kaum Streiche unternahmen. Zusammen bauen die Brüder eine Riesen-Schleuder, mit der sie die Bewohner des Viertels mit selbst hergestellten Stinkbomben tyrannisieren wollen. Nachdem sie einen ganzen Abend die Bomben auf ihre Nachbarn geworfen haben, werden einige von Malcolms Klassenkameraden, die sich gerade treffen, auf sie aufmerksam und werfen sie auch mit Bomben ab. Weil deren Schleuder stärker ist als ihre, werden Malcolm und seine Brüder haushoch besiegt. Inzwischen fühlt sich Hal vollkommen von einem Verkehrsrowdy gestört, da dieser mit ungewöhnlich hohen Geschwindigkeiten durch die Straße der Familie fährt. Deshalb will Hal ihn nun stellen und beruft seine Nachbarschaft ein, was aber nicht zum Erfolg wird, da diese Hal und seine Familie als viel größeres Problem sehen. Nachdem er eine ganze Nacht lang aufbleibt, um sich den Verkehrsrowdy zu schnappen, baut er aus Zement eine Temposchwelle, die ihn jedoch auch nicht aufhält. Als Lois den Verkehrssünder dabei erwischt, wie er Müll auf die Straße wirft, wird auch sie sauer auf ihn. Zusammen verfolgen die beiden ihn bis zu seinem zu Hause und stehlen sein Auto, mit dem sie weit aus der Stadt fahren. Während der Fahrt lassen sie ihre Liebe neu entfachen, wobei sie zunächst sogar darüber nachdenken, alleine nach Mexiko auszuwandern; als sie aber wieder an ihren Autodiebstahl denken, vergessen sie dies und schieben das Auto in einen See. |           |                                  |                         |                      |                                       |                |                                       |            |
| 19 | 3         | Lois' Geburtstag                 | Lois's Birthday         | 12. Nov. 2000        | 9. Feb. 2002                          | Ken Kwapis     | Alex Reid                             | 06-00-205  |
| Intro Während die drei Brüder zusammen auf dem Weg zu einem Haus sind, erzählt Malcolm den Zuschauern einige Gründe, wieso Wochenenden toll sind; der beste sei jedoch seine Nachbarin. Kurz vor dem Haus ziehen sie Halloween-Verkleidungen auf und klingeln an der Tür, woraufhin ihre Nachbarin ihnen Süßigkeiten gibt. Als die Tür wieder zugeht, kleiden sie sich ein weiteres Mal um und behaupten nach einem erneuten Klingeln, dass sie ihren Weg freigeschaufelt hätten, woraufhin sie ihr Portemonnaie holen will. Haupthandlung Um ein gutes Geburtstagsgeschenk von ihren Söhnen zu bekommen, gibt sie ihnen jeweils 10 Dollar und geht mit ihnen zu ihrer Arbeitsstelle, dem Supermarkt Lucky Aide, wo sie ein passendes Geschenk aussuchen sollen. Dieses Vorgehen endet jedoch damit, dass sie für Lois völlig unbrauchbare Gegenstände kaufen, die zusammen acht Dollar kosten, und sich selbst für 20 Dollar Süßigkeiten besorgen. Nach diesem Vorfall ist Lois durch die so schlechte Moral ihrer Kinder niedergeschlagen und berichtet ihrem Mann Hal davon. Dieser will seine Söhne zunächst anschnauzen, verrät sich aber selber, dass er Lois' Geburtstag vergessen hat. Als daraufhin Craig klingelt und Lois sein Geschenk für sie überreichen will, wird Lois alles zu viel, weshalb sie wütend das Haus erlässt und mit dem Wagen der Familie wegfährt. Kurz darauf kommt Francis mit seiner neuen afrikanischen Freundin Amaani nach Hause und meckert seine Brüder für ihre Tat an. Nachdem Francis und seine Freundin kurz darauf wieder weiterfahren, um Francis' Freund Richie zu besuchen, entdecken sie Lois zufällig bei Baseballspielen in einem Trainingskäfig und benachrichtigen den Rest der Familie. Zusammen wollen sie Lois überraschen, dieser aber stellt Bedingungen, bevor sie nach Hause gehen können. Hal erklärt ihr jedoch einfühlsam, dass das einzige, was sie ihr bieten können, gnadenlose Unterwürfigkeit ist. Als ein dortiger Clown Lois Sekunden später beleidigt, artet alles in eine Schlägerei zwischen der Familie und weiteren Clowns aus. Lois steht direkt daneben und beobachtet, wie sich ihre Jungs und ihr Mann für sie einsetzen.                                                                          |           |                                  |                         |                      |                                       |                |                                       |            |
| 20 | 4         | Ein Essen unter Freunden         | Dinner Out              | 15. Nov. 2000        | 16. Feb. 2002                         | Jeff Melman    | Michael Glouberman & Andrew Orenstein | 06-00-206  |
| Intro Malcolm und Reese spielen im Wohnzimmer des Hauses Baseball und wollen, nachdem etwas durch ihren Ball zerbricht, das Spiel beenden. Malcolm meint daraufhin, er habe somit das Spiel gewonnen, doch Reese will sich damit nicht zufriedengeben, weshalb die beiden das Spiel nun wiederholen. Nachdem wieder etwas kaputt geht, wollen sie ein weiteres Mal das Spiel beenden, wiederholen es dann aber doch wieder. Haupthandlung Zusammen mit den Kenarbans will die Familie in einem Restaurant zivilisiert essen, um sie näher kennen zu lernen. Malcolm und Reese spielen aber schon seit mehreren Tagen ein Spiel, bei dem sie sich gegenseitig schlagen. Während die Erwachsenen allein zusammensitzen, stehen irgendwann Hal und Abe vom Tisch auf und verziehen sich fernab ihrer Frauen zur Bar des Restaurants, an der sie sich über den Abend betrinken und ihren Spaß haben. Währenddessen lernen sich Kitty und Lois näher kennen. Lois merkt, dass sie jeglichen Konfrontationen lieber aus dem Weg geht, anstatt sich ihnen zu stellen. Lois erklärt ihr in der Folgezeit, sie müsse sich ändern. Währenddessen will Stevie auch Malcolms und Reeses Spiel mitspielen, muss aber feststellen, dass Reese sehr gut in diesem darin ist. Nachdem er völlig niedergeschlagen den Tisch verlässt und das Spiel beendet, will sich Reese bei ihm entschuldigen, wird aber von Stevie zusammengeschlagen. Als seine Mutter Kitty dies bemerkt, meckert sie zuerst ihren Sohn und dann ihren Mann an und sagt ihnen ihre Meinung. Zur selben Zeit wird Kommandant Spangler angeblich von seiner Mutter in der Militärakademie besucht (die jedoch nicht gezeigt wird) und will ein Wochenende lang keinen Stress mit seinen Kadetten haben. Francis jedoch will währenddessen eine Party in der Akademie veranstalten. Somit lädt er zusammen mit seinen Freunden benachbarte Mädchen ein und veranstaltet mit ihnen die Feier. Diese aber artet in ein Chaos aus, das weder Francis noch seine Kameraden beenden können. Um das Treiben zu beenden, wenden sich die Kadetten schließlich an ihren Kommandanten Spangler. Als dieser jedoch den Raum der Akademie betritt, in dem die Mädchen feierten, sind diese längst Weg, der Raum aber verwüstet.          |           |                                  |                         |                      |                                       |                |                                       |            |
| 21 | 5         | Ein total verkorkstes Wochenende | Casino                  | 19. Nov. 2000        | 23. Feb. 2002                         | Todd Holland   | Gary Murphy & Neil Thompson           | 06-00-209  |
| Intro Nachts im Bett wacht Hal auf und meint zu Lois, er habe irgendetwas vergessen, weiß aber nicht was und schläft wieder ein. Als sie am nächsten Morgen aufstehen, steht Dewey schlafend an der Wand. Hal weckt ihn auf und meint zu ihm, er habe seine Lektion gelernt. Haupthandlung Hal und Lois verbringen zusammen mit ihren Kindern das Wochenende in dem Hotel eines Indianer-Reservats. Hal versucht im Hotel sofort sein Glück im Casino, kann zunächst aber nichts gewinnen. Um aber doch noch einen Gewinn abzuräumen, benutzt er seinen Sohn Malcolm, der ihm hinter seinem Rücken die richtigen Spielzüge vorsagt. Dennoch werden sie von der Geschäftsleitung erwischt und bekommen ein Verbot für das Casino. Als Lois später erfährt, dass Hal irgendetwas angestellt hat, bietet er ihr an, den ganzen Tag auf die Kinder aufzupassen, was Lois nicht ablehnen kann. Später im Casino löst Lois eine Coupon für das Glücksrad ein und gewinnt dabei ein Wellness-Angebot für zwei Personen. Da ihr Mann aber nicht da ist und sie zufällig den dagebliebenen Dewey entdeckt, nehmen die beiden nun das Angebot in Anspruch und haben dabei großen Spaß. Zur gleichen Zeit verlaufen sich Hal, Reese und Malcolm in ein Militärgelände, auf dem Bomben zu Testzwecken gezündet werden. Nacheinander müssen sie mehreren Zündungen auf dem Gelände entkommen und sich in Sicherheit bringen. Schließlich werden sie aber von einem Mitarbeiter des Militärs gestellt und verhört, am Ende aber freigelassen. Obwohl die Familie glaubt, Francis sei in der Militärakademie, schwänzt dieser die Schule und verbringt sein Wochenende im Haus seiner Eltern. Während seines dortigen Aufenthalts betritt Craig mit seinem Schlüssel für das Haus dieses. Nachdem sie sich erschreckt begegnen, vereinbaren sie gegenseitig, niemandem davon zu erzählen und verbringen den Rest des Wochenendes gemeinsam im Haus. |           |                                  |                         |                      |                                       |                |                                       |            |
| 22 | 6         | Der Erzfeind                     | Convention              | 22. Nov. 2000        | 2. März 2002                          | Jeff Melman    | Bob Stevens                           | 06-00-208  |
| Intro Die drei Jungs sitzen, ohne ein Wort zu sagen, im Garten, bis Reese sich darüber beklagt, dass Dewey angeblich einen größeren Stock als er in der Hand hält. Er meint, er habe nie etwas schönes und er hätte ein schlechtes Leben. Daraufhin geht Malcolm zu Dewey, bricht dessen Stock in zwei Hälften und wirft beide weg. Haupthandlung Hal und Lois fahren für zwei Tage zu einem Kongress und stellen für ihre Abwesenheit Babysitterin Patty ein. Nachdem die Eltern der Jungs weggefahren sind, bereiten diese Streiche für ihren Babysitter vor. Als dieser aber kommt, verlieben sich die Jungs in sie und lassen die geplanten Streiche sein. Kurz darauf telefonieren Malcolm und Francis miteinander, doch Patty kommt dazwischen und will mit ihrem ehemaligen Klassenkameraden reden. Francis jedoch hat sie als übergewichtiges und aufdringliches Mädchen in Erinnerung und legt auf. Um ihrem Babysitter zu beeindrucken, ziehen sich Malcolm und Reese, wie nur selten, gepflegt an. Als sie ihr beim Abendessen imponieren wollen, geht ihr Plan aber nicht auf, da Dewey sie beeindruckt, indem er vor ihr tanzt. Da Dewey zusammen mit ihr den Abend lang Spaß hat, sind seine Brüder eifersüchtig. Auch ein Plan dieser, Dewey bei ihr unbeliebter zu machen, misslingt. Später am Abend telefonieren Patty und Francis zusammen. Dabei schlägt sie vor, sie könnten sich treffen, er aber lehnt dies ab, da er immer noch denkt, sie wäre übergewichtig. Als Patty danach niedergeschlagen ist, heitert sie Dewey ein weiteres Mal auf. Als alle kurz darauf im Bett liegen simuliert Dewey Bauchschmerzen und darf nun bei Patty im Bett liegen. Um Dewey zu hintergehen tauchen seine Brüder in der Nacht draußen vor dem Fenster auf und drohen damit, seinen Teddybären zu verbrennen. Dewey aber schließt die Tür ab, sodass die beiden nicht mehr ins Haus können. Währenddessen trifft Hal seinen Erzfeind Keneally, der ihm vor Jahren seine Idee stahl und mittlerweile damit Geld verdient. Zusammen prügeln sie sich mehrere Male auf der Veranstaltung. Als es Lois aber zu peinlich wird, bietet sie ihrem Mann an, er könne mit ihr Sex haben, wenn er sich nicht mehr prügelt. Hal nimmt dies an und verlässt mit ihr die Kongress. |           |                                  |                         |                      |                                       |                |                                       |            |
| 23 | 7         | Fliegende Ratten mit Radar       | Robbery                 | 26. Nov. 2000        | 9. März 2002                          | Todd Holland   | Alan J. Higgins                       | 06-00-215  |
| Intro Hal und Lois wollen ihren Fernsehabend beenden und zu Bett gehen, doch Hal bleibt noch ein Weilchen sitzen und zappt auf einen Kanal, auf dem mexikanische Seifenopern laufen. Schließlich guckt er die ganze Nacht durch und tut am Morgen so, als sei er eben aufgestanden. Haupthandlung Im Supermarkt Lucky Aide geraten der stellvertretende Geschäftsführer Craig und Lois in einen Raubüberfall mit Geiselnahme. Lois drängt Craig, den Räubern die Kombination für den Tresor zu geben, damit der Überfall ohne Blutvergießen vorübergeht, aber Craig weigert sich, bis er schließlich gesteht, dass ihm der Code gar nie anvertraut wurde. Er bekennt Lois seine Liebe, und als die ihm alle Hoffnungen zunichtemacht, wirft er den Tresor auf die Räuber. Dieser öffnet sich und die Räuber fliehen mit dem Geld. Währenddessen bringt Hal einen alten Schrank nachhause, den er Lois schenken will. Doch der ist voller Fledermäuse, die nun das Haus besiedeln. Gemeinsam mit Malcolm, Reese und Dewey versucht er die Fledermäuse zu bekämpfen, dabei zerstören sie aber die gesamte Einrichtung. Auf der Militärakademie versucht Francis einen Kameraden mit Liebeskummer aufzuheitern. |           |                                  |                         |                      |                                       |                |                                       |            |
| 24 | 8         | Therapie                         | Therapy                 | 29. Nov. 2000        | 16. März 2002                         | Ken Kwapis     | Ian Busch                             | 06-00-210  |
| – |           |                                  |                         |                      |                                       |                |                                       |            |
| 25 | 9         | Der Sommernachtstraum            | High School Play        | 13. Dez. 2000        | 6. Apr. 2002                          | Jeff Melman    | Maggie Bandur & Pang-Ni Landrum       | 06-00-211  |
| – |           |                                  |                         |                      |                                       |                |                                       |            |
| 26 | 10        | Der Alpha-Idiot                  | The Bully               | 20. Dez. 2000        | 30. März 2002                         | Jeff Melman    | Alex Reid                             | 06-00-214  |
| Weil Reese beim Ringkampf gegen ein Mädchen verliert, stellt er seine Rolle als Schulhof-Bully in Frage und beschließt friedfertig zu werden. Während sich die Hochbegabten zuerst freuen, dass sie nicht mehr von Reese gepiesackt werden, stellt sich heraus, dass sie ohne ihn als obersten Schulschläger zur Zielscheibe von haufenweise nachrückenden Bullys werden. Auch Malcolm muss erfahren, dass sich viele Schüler von seinen sarkastischen Kommentaren beleidigt fühlten, und da Reese ihn nicht mehr beschützt, rächen sie sich nun an ihm. An der Schule bricht ein allgemeines Chaos aus, und die Hochbegabten flehen Reese an, wieder seine Rolle als Bully einzunehmen und die Schüler unter Kontrolle zu halten. Auf der Militärakademie steht Francis Geburtstag kurz bevor. Weil er sich vor den erniedrigenden Geburtstagsriten der Kadetten fürchtet, wünscht er sich per Telefon von Lois Geld für die Heimreise an diesem Tag. Stattdessen schicken sie ihm Kekse und einen Glückwunschballon, und machen so seine Kameraden auf seinen Geburtstag aufmerksam. |           |                                  |                         |                      |                                       |                |                                       |            |
| 27 | 11        | Die Hexe                         | Old Mrs. Old            | 7. Jan. 2001         | 23. März 2002                         | Todd Holland   | Alan J. Higgins                       | 06-00-213  |
| – |           |                                  |                         |                      |                                       |                |                                       |            |
| 28 | 12        | Frühlingsgefühle                 | Krelboyne Girl          | 14. Jan. 2001        | 13. Apr. 2002                         | Arlene Sanford | Bob Stevens                           | 06-00-212  |
| – |           |                                  |                         |                      |                                       |                |                                       |            |
| 29 | 13        | Neue Nachbarn                    | New Neighbors           | 21. Jan. 2001        | 20. Apr. 2002                         | Ken Kwapis     | Maggie Bandur & Pang-Ni Landrum       | 06-00-219  |
| – |           |                                  |                         |                      |                                       |                |                                       |            |
| 30 | 14        | Midlife Crisis                   | Hal Quits               | 4. Feb. 2001         | 27. Apr. 2002                         | Ken Kwapis     | Michael Glouberman & Andrew Orenstein | 06-00-216  |
| – |           |                                  |                         |                      |                                       |                |                                       |            |
| 31 | 15        | Hilfe, Oma und Opa sind da       | The Grandparents        | 11. Feb. 2001        | 4. Mai 2002                           | Todd Holland   | Gary Murphy & Neil Thompson           | 06-00-217  |
| – |           |                                  |                         |                      |                                       |                |                                       |            |
| 32 | 16        | Der Strafzettel                  | Traffic Ticket          | 18. Feb. 2001        | 11. Aug. 2002                         | Jeff Melman    | Larry Strawther                       | 06-00-218  |
| – |           |                                  |                         |                      |                                       |                |                                       |            |
| 33 | 17        | Das Familien-Duell               | Surgery                 | 25. Feb. 2001        | 18. Mai 2002                          | Jeff Melman    | Maggie Bandur & Pang-Ni Landrum       | 06-00-222  |
| – |           |                                  |                         |                      |                                       |                |                                       |            |
| 34 | 18        | Der Meisterkoch                  | Reese Cooks             | 4. März 2001         | 25. Mai 2002                          | Jeff Melman    | Dan Kopelman                          | 06-00-220  |
| – |           |                                  |                         |                      |                                       |                |                                       |            |
| 35 | 19        | Schulstress                      | Tutoring Reese          | 11. März 2001        | 1. Juni 2002                          | Ken Kwapis     | Ian Busch                             | 06-00-221  |
| – |           |                                  |                         |                      |                                       |                |                                       |            |
| 36 | 20        | Bowling                          | Bowling                 | 1. Apr. 2001         | 8. Juni 2002                          | Todd Holland   | Alex Reid                             | 06-00-223  |
| – |           |                                  |                         |                      |                                       |                |                                       |            |
| 37 | 21        | Malcolm gegen Reese              | Malcolm vs. Reese       | 22. Apr. 2001        | 15. Juni 2002                         | Todd Holland   | Dan Danko & Tom Mason                 | 06-00-226  |
| Francis kommt aus der Militärakademie zu Besuch. Er kauft zwei Wrestlingtickets und legt fest, dass er mit demjenigen die Veranstaltung besuchen wird, der ihn am meisten liebt. Um dies zu ermitteln, lässt er Malcolm und Reese allerlei Aufgaben für ihn durchführen, und gleichzeitig versuchen die beiden einen Hausarrest für ihren Kontrahenten zu erwirken. Als Francis dann trotzdem mit einem Mädchen zum Wrestling geht, rächen sich seine Brüder an ihm. Dewey wurde derzeit mit der Aufgabe betraut, die Katze von Craig während dessen Abwesenheit zu füttern. Als sie entläuft, holt er seinen Vater Hal zu Hilfe. Hals Pläne begünstigen jedoch einen Einbruch, bei dem Craigs Wohnung ausgeräumt wird. Als dann noch Lois zu Hilfe kommt, gipfelt die Suche nach der Katze darin, dass die ganze Wohnung ausbrennt. |           |                                  |                         |                      |                                       |                |                                       |            |
| 38 | 22        | Mini-Bike                        | Mini-Bike               | 29. Apr. 2001        | 22. Juni 2002                         | Ken Kwapis     | Michael Glouberman & Andrew Orenstein | 06-00-227  |
| Malcolms Familie hat Craig bei sich aufgenommen, weil Hal, Lois und Dewey den Brand seiner Wohnung verursacht hatten. Er erweist sich als äußerst mühsamer Mitbewohner, der die Nerven sämtlicher Familienmitglieder strapaziert. Malcolm, Reese und Dewey finden ein Minibike und restaurieren es, doch Lois verbietet es ihnen, damit zu fahren. Als Reese es heimlich doch tut, bricht er sich das Bein. Um sein Vergehen zu verheimlichen, legt er sich hinter Craigs Auto als dieser vom Hausvorplatz fährt, und tut so, als sei ihm Craig übers Bein gefahren. Zerknirscht über seinen vermeintlichen Lapsus zieht Craig aus. Hal besucht Francis auf der Militärakademie anlässlich eines Vater-Sohn-Wochenendes. Zuerst ist er sehr enttäuscht, dass Francis der einzige Kadett ist, der keinerlei Auszeichnungen hat und nur Ärger verursacht. Als er jedoch erfährt, dass Francis nur immer dann gegen die Akademieleitung aufbegehrt, wenn er gegen Ungerechtigkeiten vorgehen will, ist er trotzdem Stolz auf seinen Sohn. |           |                                  |                         |                      |                                       |                |                                       |            |
| 39 | 23        | Lügen haben kurze Beine          | Carnival                | 6. Mai 2001          | 29. Juni 2002                         | Ken Kwapis     | Alex Reid                             | 06-00-225  |
| Malcolm, Reese, Dewey und Malcolms Freund Stevie behaupten ihren Eltern gegenüber, im jeweils anderen Elternhaus zu übernachten, tatsächlich gehen sie aber nachts zusammen mit dem Bus auf den Jahrmarkt. Kurz nachdem sie dort eintreffen, wird der Jahrmarkt beendet und sie werden auf dem Gelände eingeschlossen. Ein betrunkener Wachmann jagt die vier und nimmt Stevie gefangen. Durch Eingreifen der Sideshow-Darsteller kommt er wieder frei. Hal und Lois versuchen derweil einen intimen Abend zu Hause zu verbringen, aber als die besorgten Eltern von Stevie auftauchen, gehen sie gemeinsam auf die Suche nach den Kindern. Sie lassen sich von Francis aus der Militärakademie per Telefon an alle Orte hinsteuern, an denen die vier Jungen stecken könnten, bis sie beim Jahrmarkt auf sie treffen. Zur Strafe müssen die Jungen zu Fuß nach Hause gehen. |           |                                  |                         |                      |                                       |                |                                       |            |
| 40 | 24        | Großalarm                        | Evacuation              | 13. Mai 2001         | 6. Juli 2002                          | Todd Holland   | Gary Murphy & Neil Thompson           | 06-00-228  |
| Weil Malcolm zu spät nach Hause kommt, gibt ihm Lois Hausarrest. Währenddessen fahren Hal und Dewey mit dem Auto zur Müllhalde um eine Couch zu entsorgen, unterwegs fällt sie aber unbemerkt vom Dach und bleibt auf den Schienen liegen. Dies bringt einen Güterzug mit Chemikalien zum Entgleisen, worauf das Viertel evakuiert wird und sämtliche Bewohner in einer Turnhalle untergebracht werden. Hal verschweigt, dass er für den Unfall verantwortlich ist und wird von Schuldgefühlen geplagt. In der Notunterkunft hält Lois den Hausarrest aufrecht und lässt Malcolm nicht von seiner Pritsche weggehen. Während Reese einen Schwarzmarkthandel mit dringend benötigten Waren aufzieht, erzählt Dewey den Leuten, dass seine Eltern beim Chemikalienunfall ums Leben gekommen seien, um sich so Zuwendung und Geschenke zu erschwindeln. Dies kommt Hal zu Ohren, und ohne zu ahnen, dass es sich beim angeblichen Waisen um seinen Sohn Dewey handelt, beginnt er unter den Evakuierten Geld für ihn zu sammeln. Malcolm versucht sich schließlich gegen den Arrest aufzulehnen, doch da demonstriert Lois, dass sie ihm jederzeit den Hintern versohlen könnte, wenn sie wollte. In Folge kommt aus, dass Dewey der Sohn von Hal ist. Hal wird des Betrugs beschuldigt, und auch Reeses Wuchergeschäfte fliegen auf. Als Dewey dann der Menge freimütig erzählt, dass wegen ihrer Couch der Zug entgleist sei, werden sie in einen winzigen Bereich außerhalb der Turnhalle verbannt. Auch Lois wird dorthin verbracht, weil sie vermeintlich Malcolm geschlagen habe. Während die vier die Nacht dort verbringen müssen, bleibt Malcolm sehr zu seiner Zufriedenheit ungestört in der Turnhalle zurück. Francis muss sich unterdessen während eines Rendezvous seines Kameradens mit der kleinen Schwester von dessen Date-Partnerin abgeben. Während er dies zuerst als Belastung empfindet, entwickelt er allmählich eine freundschaftliche Vertrautheit zu dem Mädchen. |           |                                  |                         |                      |                                       |                |                                       |            |
| 41 | 25        | Schwangerschaftsalarm            | Flashback               | 20. Mai 2001         | 13. Juli 2002                         | Jeff Melman    | Ian Busch                             | 06-00-224  |
| – |           |                                  |                         |                      |                                       |                |                                       |            |

## DVD-Veröffentlichung
Die zweite Staffel von Malcolm mittendrin wird voraussichtlich Mitte 2012 in Großbritannien veröffentlicht werden. Bereits für den Herbst 2003 war eine Veröffentlichung in den USA angekündigt, scheiterte aber an den hohen Kosten für die Musikrechte.

## Anmerkung
1. 1 2 3 4 5 6  siehe dazu Malcolm mittendrin#Ablauf einer Folge